# Alphonse Maureau
Cet article possède un paronyme, voir Moreau.
Alphonse Maureau, né vers 1840 à La Nouvelle-Orléans et mort le 10 avril 1880 dans le 10e arrondissement de Paris, est un artiste peintre impressionniste franco-américain.

Alphonse Maureau participa, à l'invitation d’Edgar Degas, à la Troisième exposition impressionniste de 1877,,. En 1878, il participa à plusieurs expositions à Pau et à Nancy. En 1880, il fut lui-même peint par Édouard Manet.

## Chronologie
On sait que Maureau est né vers 1840. En 1867, il épouse Mary Locke à La Nouvelle-Orléans. Le mariage est dissous en 1871. Édouard Manet est inclus car il est certain qu'il a rencontré Maureau. Nous le savons à travers le portrait de Maureau par Monet.
Il est inhumé au cimetière parisien de Saint-Ouen le 12 avril 1880

## Œuvre

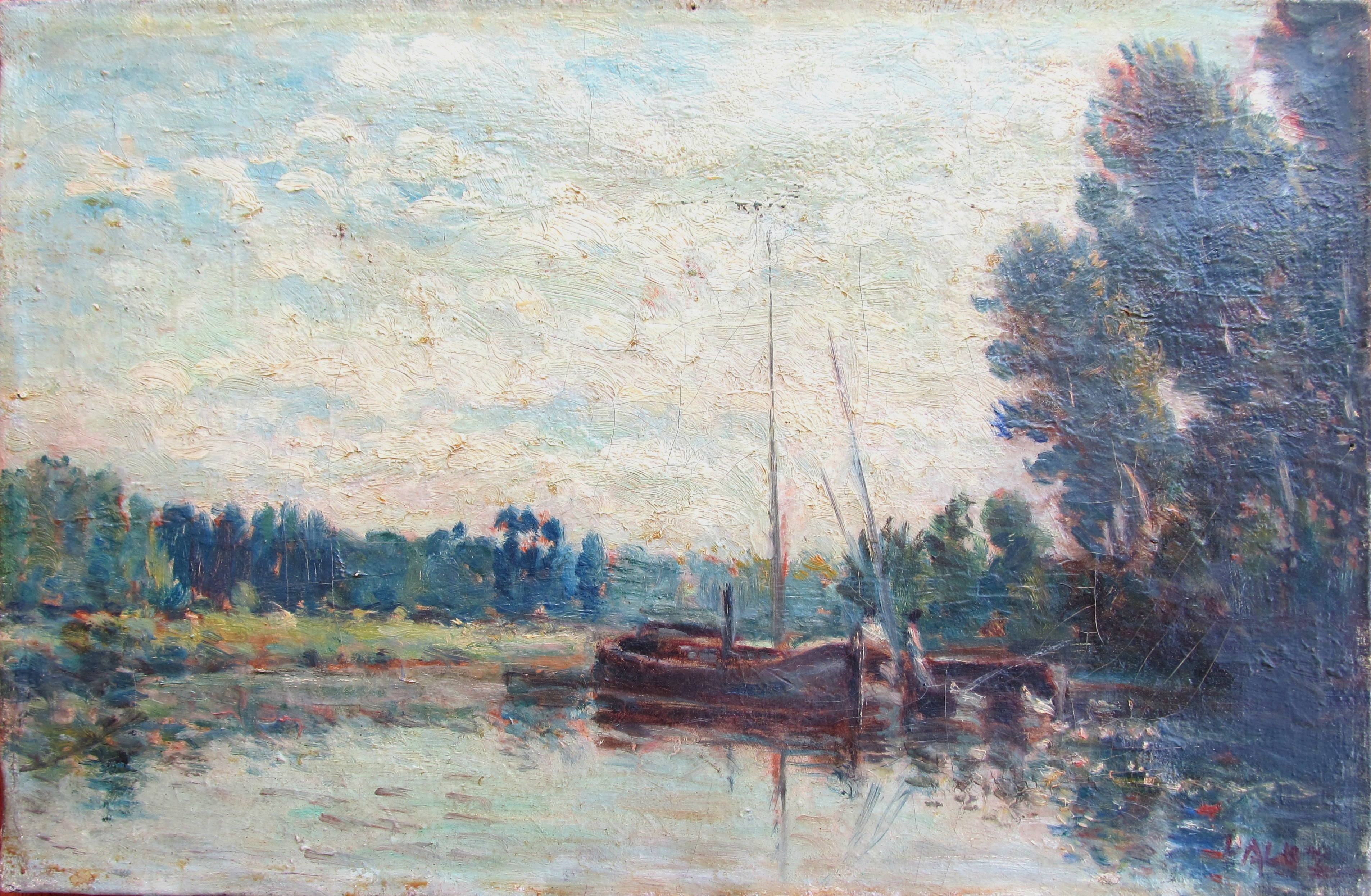
La Seine à Neuilly (1871, collection privée)
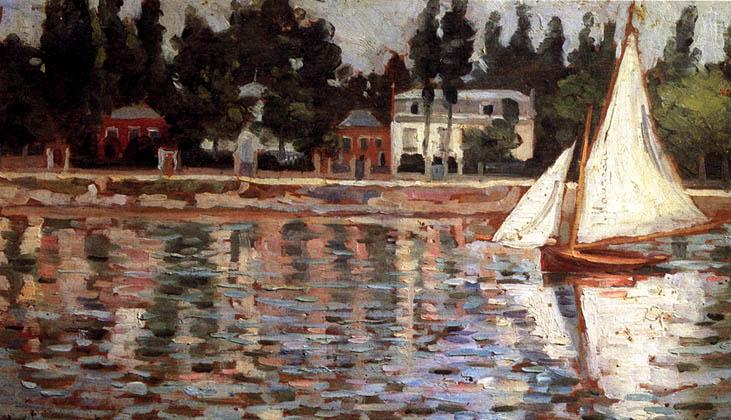
Banque de la Seine (ca. 1877, Galería de Arte Moderno, Florence)
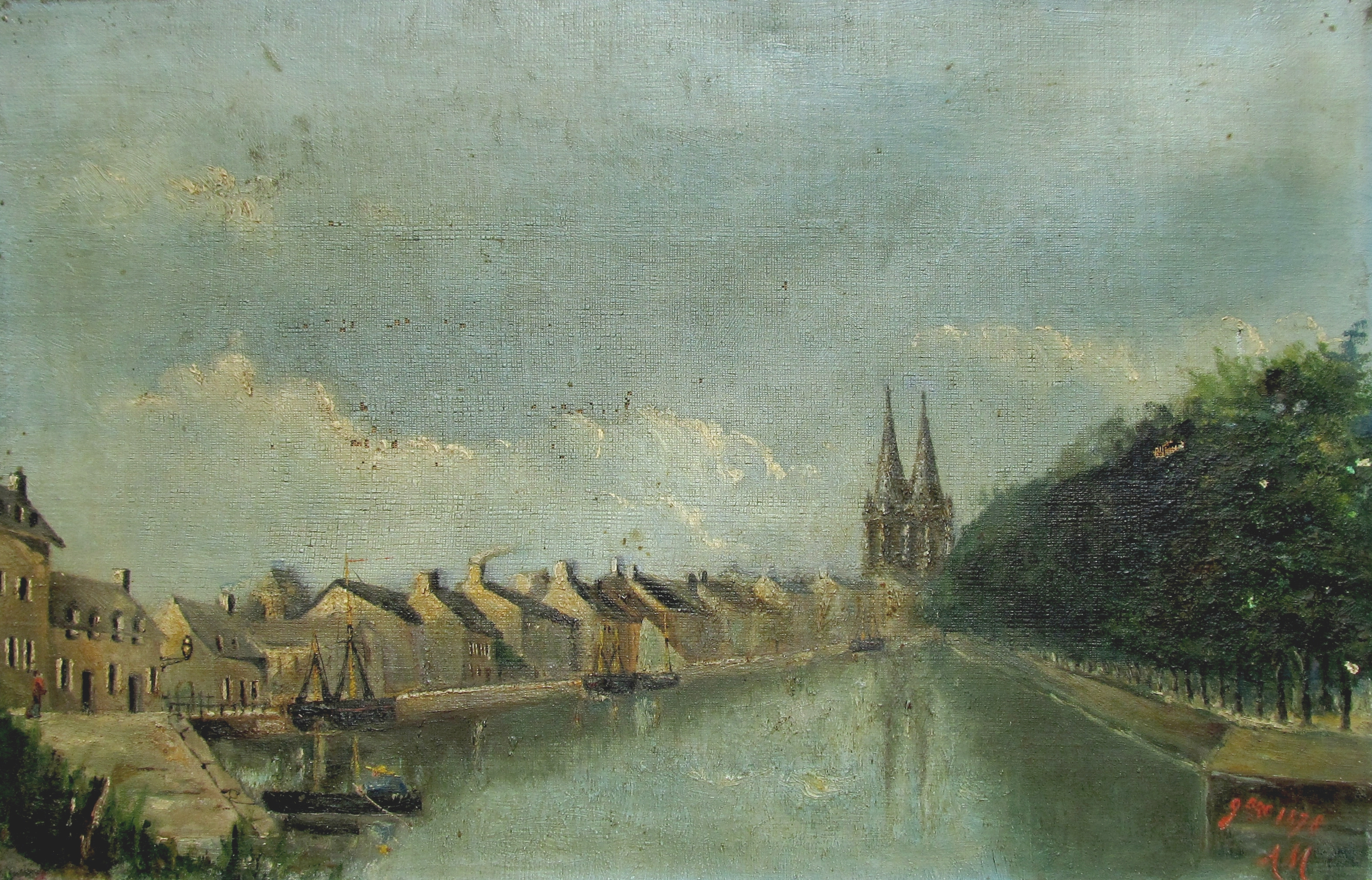
Vue du port de Quimper (1878, collection privée)
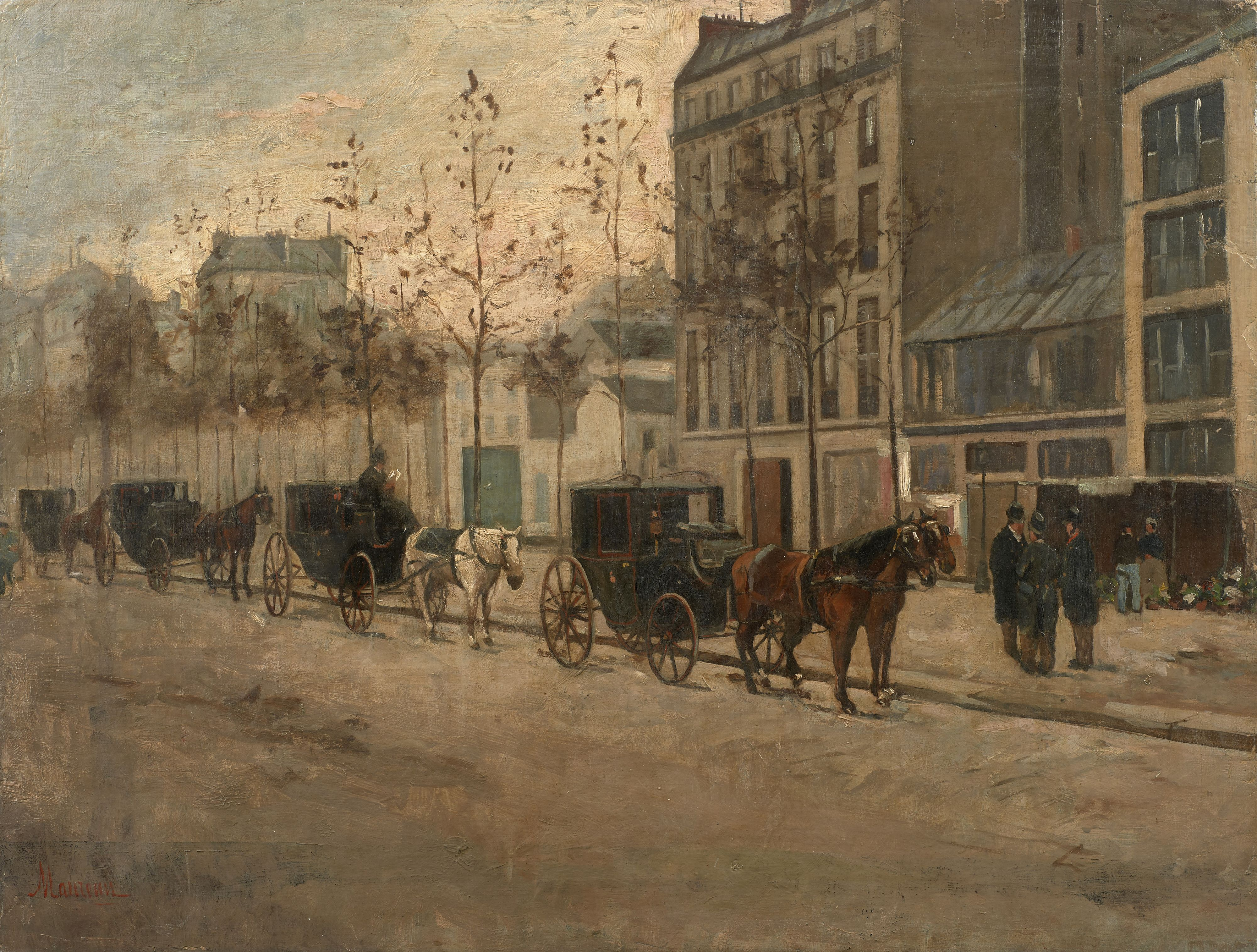
L'Attente des fiacres ou Station de fiacres sur le boulevard de Clichy (vers 1878, localisation inconnue)